# Troféu Carlos Campos Sobrinho
Troféu Carlos Campos Sobrinho, também conhecido por Campeonato Brasileiro Juvenil de Natação de Verão é uma tradicional competição juvenil de Natação do Brasil.
A competição tem transmissão da Tv CBDA.